# Строкинский кирпичный завод
Строкинский кирпичный завод — промышленное предприятие XVII века, построенное в царской вотчине Измайлово. Остатки сооружений завода сохранились на территории современного района Восточное Измайлово в Москве.

## История

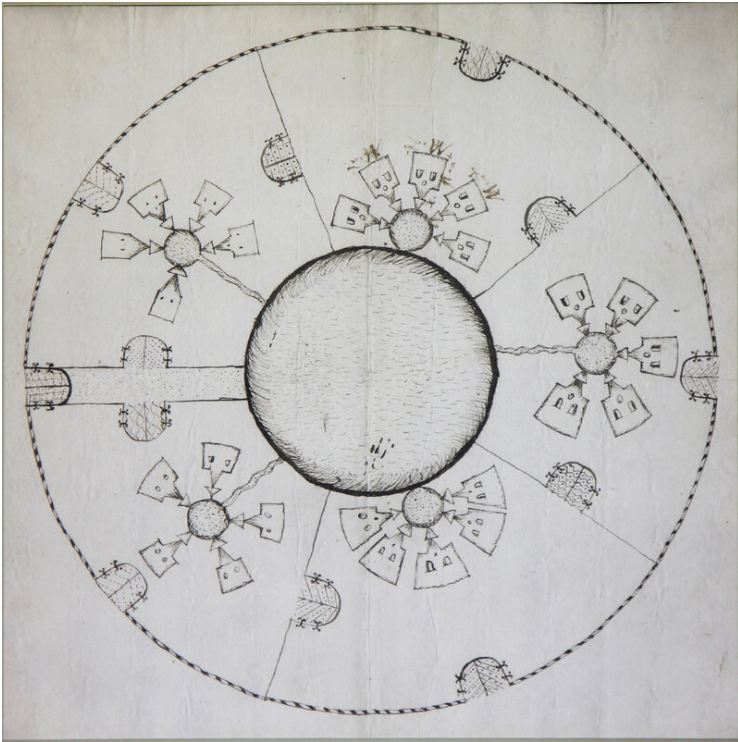
План Строкинского кирпичного завода, 1660-е гг.

В 1663 году по приказу царя Алексея Михайловича началось создание загородной резиденции в дворцовом селе Измайлово и прилегающих местностях. Для обеспечения строительства царской усадьбы около близлежащей деревни Строкино в 1665 году было решено построить кирпичный завод. Согласно плану-проекту (автор плана — подъячий Приказа тайных дел Петр Степанович Кудрявцев) в центральной части завода должен был располагаться пруд кольцевой формы, шириной 100 саженей, с островом диаметром 60 саженей посередине. Однако вырытый в 1665—1666 годах пруд оказался значительно меньше проектных размеров. Вокруг пруда располагалось 5 производственных комплексов, включавших 25 каменных сараев для обжига и формовки кирпича. Не позднее января 1668 года Строкинский завод начал свою работу. В то время это был крупнейший по производительности кирпичный завод России. Кирпичи, сделанные на Строкинском заводе, использовались для строительства зданий Измайловской вотчины, в том числе Покровского собора. Пепел и зола, являвшиеся отходами кирпичного производства, поставлялись на Измайловский стекольный завод. В документах того времени отмечалось, что привозное сырьё (глина), было низкого качества, из-за чего «тот кирпич плох и в дело не годитца». Положение усугблялось бегством работавших на заводе крестьян, что вынуждало власти постоянно увеличивать количество следивших за работами солдат. Эти факторы, а также смерть Алексея Михайловича, привели к остановке завода в 1676 году.

## Современное состояние
От Строкинского завода частично сохранился окружавший его кольцевой вал (протяжённость около 1,5 км, высота около 2 м, ширина до 20 м), а также заросший заводской пруд с островом посередине. Часть валов располагается на территории Измайловского парка, другая часть валов, пруд и остров — на территории Измайловского совхоза декоративного садоводства.

## Легенды
Долгое время существовало устойчивое мнение, что валы Строкинского завода на самом деле являются остатками «потешной» крепости Петра I. В таком контексте валы попали на герб муниципального района Восточное Измайлово. В описании герба говорится: «Серебряное шанцевое укрепление символизирует историческую достопримечательность муниципального образования — сохранившиеся до настоящих дней земляные валы древней крепости». Также под названием «Строкинские укрепления (Петровские редуты)» это место числится в перечне объектов культурного наследия.